# Eleições presidenciais de 2016 em Viana do Castelo

## Resultados Oficiais
| Candidato               | Candidato                | Votos  | %               |
| ----------------------- | ------------------------ | ------ | --------------- |
|                         | Marcelo Rebelo de Sousa  | 21 074 | 50,65 / 100,00  |
|                         | António Sampaio da Nóvoa | 10 664 | 25,63 / 100,00  |
|                         | Marisa Matias            | 4 014  | 9,65 / 100,00   |
|                         | Vitorino Silva           | 1 575  | 3,79 / 100,00   |
|                         | Paulo de Morais          | 1 526  | 3,67 / 100,00   |
|                         | Maria de Belém Roseira   | 1 246  | 2,99 / 100,00   |
|                         | Edgar Silva              | 961    | 2,31 / 100,00   |
|                         | Henrique Neto            | 321    | 0,77 / 100,00   |
|                         | Jorge Sequeira           | 143    | 0,34 / 100,00   |
|                         | Cândido Ferreira         | 81     | 0,19 / 100,00   |
| Votos Inválidos         | Votos Inválidos          | 956    | 2,24 / 100,00   |
| Total                   | Total                    | 42 561 | 100,00 / 100,00 |
| Eleitorado/Participação | Eleitorado/Participação  | 86 608 | 49,14 / 100,00  |

## Resultados por Freguesia
Os resultados dos candidatos por freguesia foram os seguintes:
| Freguesia                                | %     | %     | %     | %    | %    | %    | %    | %    | %    | %    | Votantes |
| Freguesia                                | MRS   | ASN   | MM    | VS   | PM   | MBR  | ES   | HN   | JS   | CF   | Votantes |
| ---------------------------------------- | ----- | ----- | ----- | ---- | ---- | ---- | ---- | ---- | ---- | ---- | -------- |
| Afife                                    | 45,33 | 27,15 | 9,58  | 4,12 | 4,85 | 1,58 | 5,58 | 1,45 | 0,24 | 0,12 | 839      |
| Alvarães                                 | 63,95 | 17,02 | 6,32  | 5,96 | 2,72 | 2,02 | 0,44 | 0,79 | 0,53 | 0,26 | 1 168    |
| Amonde                                   | 48,05 | 21,43 | 12,34 | 7,14 | 0,65 | 5,84 | 1,95 | 1,30 | 0,65 | 0,65 | 163      |
| Anha                                     | 56,73 | 22,71 | 9,41  | 3,47 | 2,73 | 3,39 | 0,66 | 0,50 | 0,25 | 0,17 | 1 250    |
| Areosa                                   | 39,35 | 32,99 | 12,27 | 3,32 | 5,04 | 3,41 | 2,73 | 0,32 | 0,45 | 0,14 | 2 252    |
| Barroselas e Carvoeiro                   | 59,34 | 19,45 | 8,44  | 4,96 | 2,31 | 3,15 | 1,30 | 0,76 | 0,13 | 0,17 | 2 448    |
| Cardielos e Serreleis                    | 56,89 | 21,84 | 8,22  | 4,07 | 2,41 | 3,65 | 1,83 | 0,25 | 0,50 | 0,33 | 1 227    |
| Carreço                                  | 47,11 | 27,70 | 11,80 | 2,61 | 5,68 | 2,50 | 1,59 | 0,45 | 0,45 | 0,11 | 900      |
| Castelo do Neiva                         | 63,41 | 15,62 | 9,52  | 4,59 | 1,92 | 2,76 | 1,09 | 0,33 | 0,42 | 0,33 | 1 217    |
| Chafé                                    | 53,47 | 21,26 | 10,41 | 4,63 | 3,29 | 3,74 | 1,42 | 0,53 | 0,18 | 1,07 | 1 162    |
| Darque                                   | 44,86 | 27,28 | 12,06 | 3,63 | 3,98 | 2,98 | 4,11 | 0,72 | 0,17 | 0,21 | 2 977    |
| Freixieiro de Soutelo                    | 57,89 | 20,61 | 10,96 | 3,95 | 0,44 | 3,07 | 0,88 | 1,32 | 0,44 | 0,44 | 231      |
| Geraz do Lima e Deão                     | 68,12 | 15,97 | 5,84  | 4,47 | 1,01 | 2,38 | 0,60 | 1,07 | 0,36 | 0,18 | 1 721    |
| Lanheses                                 | 64,34 | 18,75 | 6,00  | 3,19 | 2,94 | 2,08 | 0,98 | 1,10 | 0,12 | 0,49 | 833      |
| Mazarefes e Vila Fria                    | 52,46 | 23,81 | 9,83  | 4,54 | 1,89 | 3,85 | 2,12 | 0,60 | 0,45 | 0,45 | 1 350    |
| Montaria                                 | 57,39 | 19,24 | 6,19  | 6,87 | 0,69 | 3,78 | 2,75 | 2,41 | 0,34 | 0,34 | 304      |
| Mujães                                   | 57,34 | 22,46 | 8,47  | 3,25 | 2,68 | 3,67 | 0,85 | 0,99 | 0,28 | 0    | 723      |
| Nogueira, Meixedo e Vilar de Murteda     | 65,43 | 19,21 | 5,88  | 3,24 | 1,32 | 2,28 | 1,08 | 0,96 | 0,60 | 0    | 851      |
| Outeiro                                  | 58,35 | 16,10 | 11,67 | 5,02 | 1,77 | 3,84 | 0,89 | 2,07 | 0,30 | 0    | 704      |
| Perre                                    | 45,75 | 24,80 | 13,47 | 5,48 | 4,03 | 2,64 | 2,71 | 0,88 | 0,13 | 0,13 | 1 641    |
| Santa Maria Maior e Monserrate e Meadela | 41,46 | 32,69 | 10,23 | 2,76 | 5,64 | 2,56 | 3,47 | 0,66 | 0,43 | 0,09 | 12 270   |
| Santa Marta de Portuzelo                 | 49,27 | 27,65 | 8,91  | 3,53 | 3,15 | 3,80 | 2,34 | 0,98 | 0,33 | 0,05 | 1 877    |
| São Romão de Neiva                       | 53,12 | 24,96 | 10,87 | 5,17 | 2,32 | 2,14 | 0,36 | 0,53 | 0,18 | 0,36 | 573      |
| Subportela, Deocriste e Portela Susã     | 61,66 | 19,70 | 7,06  | 5,01 | 1,89 | 2,96 | 0,49 | 0,74 | 0,41 | 0,08 | 1 254    |
| Torre e Vila Mou                         | 67,66 | 15,23 | 6,59  | 3,77 | 2,51 | 2,51 | 0,31 | 0,94 | 0,16 | 0,31 | 641      |
| Vila de Punhe                            | 53,27 | 24,86 | 8,79  | 3,36 | 1,96 | 5,61 | 1,03 | 0,75 | 0,19 | 0,19 | 1 104    |
| Vila Franca                              | 55,66 | 19,98 | 8,43  | 4,16 | 1,73 | 4,73 | 2,54 | 1,96 | 0,35 | 0,46 | 881      |
| Viana do Castelo                         | 50,65 | 25,63 | 9,65  | 3,79 | 3,67 | 2,99 | 2,31 | 0,77 | 0,34 | 0,19 | 42 561   |

#### Afife
| Candidato               | Candidato                | Votos | %               |
| ----------------------- | ------------------------ | ----- | --------------- |
|                         | Marcelo Rebelo de Sousa  | 374   | 45,33 / 100,00  |
|                         | António Sampaio da Nóvoa | 224   | 27,15 / 100,00  |
|                         | Marisa Matias            | 79    | 9,58 / 100,00   |
|                         | Edgar Silva              | 46    | 5,58 / 100,00   |
|                         | Paulo de Morais          | 40    | 4,85 / 100,00   |
|                         | Vitorino Silva           | 34    | 4,12 / 100,00   |
|                         | Maria de Belém Roseira   | 13    | 1,58 / 100,00   |
|                         | Henrique Neto            | 12    | 1,45 / 100,00   |
|                         | Jorge Sequeira           | 2     | 0,24 / 100,00   |
|                         | Cândido Ferreira         | 1     | 0,12 / 100,00   |
| Votos Inválidos         | Votos Inválidos          | 14    | 1,67 / 100,00   |
| Total                   | Total                    | 839   | 100,00 / 100,00 |
| Eleitorado/Participação | Eleitorado/Participação  | 1 563 | 53,68 / 100,00  |

#### Alvarães
| Candidato               | Candidato                | Votos | %               |
| ----------------------- | ------------------------ | ----- | --------------- |
|                         | Marcelo Rebelo de Sousa  | 729   | 63,95 / 100,00  |
|                         | António Sampaio da Nóvoa | 194   | 17,02 / 100,00  |
|                         | Marisa Matias            | 72    | 6,32 / 100,00   |
|                         | Vitorino Silva           | 68    | 5,96 / 100,00   |
|                         | Paulo de Morais          | 31    | 2,72 / 100,00   |
|                         | Maria de Belém Roseira   | 23    | 2,02 / 100,00   |
|                         | Henrique Neto            | 9     | 0,79 / 100,00   |
|                         | Jorge Sequeira           | 6     | 0,53 / 100,00   |
|                         | Edgar Silva              | 5     | 0,44 / 100,00   |
|                         | Cândido Ferreira         | 3     | 0,26 / 100,00   |
| Votos Inválidos         | Votos Inválidos          | 28    | 2,40 / 100,00   |
| Total                   | Total                    | 1 168 | 100,00 / 100,00 |
| Eleitorado/Participação | Eleitorado/Participação  | 2 888 | 40,44 / 100,00  |

#### Amonde
| Candidato               | Candidato                | Votos | %               |
| ----------------------- | ------------------------ | ----- | --------------- |
|                         | Marcelo Rebelo de Sousa  | 74    | 48,05 / 100,00  |
|                         | António Sampaio da Nóvoa | 33    | 21,43 / 100,00  |
|                         | Marisa Matias            | 19    | 12,34 / 100,00  |
|                         | Vitorino Silva           | 11    | 7,14 / 100,00   |
|                         | Maria de Belém Roseira   | 9     | 5,84 / 100,00   |
|                         | Edgar Silva              | 3     | 1,95 / 100,00   |
|                         | Henrique Neto            | 2     | 1,30 / 100,00   |
|                         | Paulo de Morais          | 1     | 0,65 / 100,00   |
|                         | Jorge Sequeira           | 1     | 0,65 / 100,00   |
|                         | Cândido Ferreira         | 1     | 0,65 / 100,00   |
| Votos Inválidos         | Votos Inválidos          | 9     | 5,52 / 100,00   |
| Total                   | Total                    | 163   | 100,00 / 100,00 |
| Eleitorado/Participação | Eleitorado/Participação  | 294   | 55,44 / 100,00  |

#### Anha
| Candidato               | Candidato                | Votos | %               |
| ----------------------- | ------------------------ | ----- | --------------- |
|                         | Marcelo Rebelo de Sousa  | 687   | 56,73 / 100,00  |
|                         | António Sampaio da Nóvoa | 275   | 22,71 / 100,00  |
|                         | Marisa Matias            | 114   | 9,41 / 100,00   |
|                         | Vitorino Silva           | 42    | 3,47 / 100,00   |
|                         | Maria de Belém Roseira   | 41    | 3,39 / 100,00   |
|                         | Paulo de Morais          | 33    | 2,73 / 100,00   |
|                         | Edgar Silva              | 8     | 0,66 / 100,00   |
|                         | Henrique Neto            | 6     | 0,50 / 100,00   |
|                         | Jorge Sequeira           | 3     | 0,25 / 100,00   |
|                         | Cândido Ferreira         | 2     | 0,17 / 100,00   |
| Votos Inválidos         | Votos Inválidos          | 39    | 3,12 / 100,00   |
| Total                   | Total                    | 1 250 | 100,00 / 100,00 |
| Eleitorado/Participação | Eleitorado/Participação  | 2 380 | 52,52 / 100,00  |

#### Areosa
| Candidato               | Candidato                | Votos | %               |
| ----------------------- | ------------------------ | ----- | --------------- |
|                         | Marcelo Rebelo de Sousa  | 866   | 39,35 / 100,00  |
|                         | António Sampaio da Nóvoa | 726   | 32,99 / 100,00  |
|                         | Marisa Matias            | 270   | 12,27 / 100,00  |
|                         | Paulo de Morais          | 111   | 5,04 / 100,00   |
|                         | Maria de Belém Roseira   | 75    | 3,41 / 100,00   |
|                         | Vitorino Silva           | 73    | 3,32 / 100,00   |
|                         | Edgar Silva              | 60    | 2,73 / 100,00   |
|                         | Jorge Sequeira           | 10    | 0,45 / 100,00   |
|                         | Henrique Neto            | 7     | 0,32 / 100,00   |
|                         | Cândido Ferreira         | 3     | 0,14 / 100,00   |
| Votos Inválidos         | Votos Inválidos          | 51    | 2,26 / 100,00   |
| Total                   | Total                    | 2 252 | 100,00 / 100,00 |
| Eleitorado/Participação | Eleitorado/Participação  | 4 438 | 50,74 / 100,00  |

#### Barroselas e Carvoeiro
| Candidato               | Candidato                | Votos | %               |
| ----------------------- | ------------------------ | ----- | --------------- |
|                         | Marcelo Rebelo de Sousa  | 1 413 | 59,34 / 100,00  |
|                         | António Sampaio da Nóvoa | 463   | 19,45 / 100,00  |
|                         | Marisa Matias            | 201   | 8,44 / 100,00   |
|                         | Vitorino Silva           | 118   | 4,96 / 100,00   |
|                         | Maria de Belém Roseira   | 75    | 3,15 / 100,00   |
|                         | Paulo de Morais          | 55    | 2,31 / 100,00   |
|                         | Edgar Silva              | 31    | 1,30 / 100,00   |
|                         | Henrique Neto            | 18    | 0,76 / 100,00   |
|                         | Cândido Ferreira         | 4     | 0,17 / 100,00   |
|                         | Jorge Sequeira           | 3     | 0,13 / 100,00   |
| Votos Inválidos         | Votos Inválidos          | 67    | 2,74 / 100,00   |
| Total                   | Total                    | 2 448 | 100,00 / 100,00 |
| Eleitorado/Participação | Eleitorado/Participação  | 5 026 | 48,71 / 100,00  |

#### Cardielos e Serreleis
| Candidato               | Candidato                | Votos | %               |
| ----------------------- | ------------------------ | ----- | --------------- |
|                         | Marcelo Rebelo de Sousa  | 685   | 56,89 / 100,00  |
|                         | António Sampaio da Nóvoa | 263   | 21,84 / 100,00  |
|                         | Marisa Matias            | 99    | 8,22 / 100,00   |
|                         | Vitorino Silva           | 49    | 4,07 / 100,00   |
|                         | Maria de Belém Roseira   | 44    | 3,65 / 100,00   |
|                         | Paulo de Morais          | 29    | 2,41 / 100,00   |
|                         | Edgar Silva              | 22    | 1,83 / 100,00   |
|                         | Jorge Sequeira           | 6     | 0,50 / 100,00   |
|                         | Cândido Ferreira         | 4     | 0,33 / 100,00   |
|                         | Henrique Neto            | 3     | 0,25 / 100,00   |
| Votos Inválidos         | Votos Inválidos          | 23    | 1,87 / 100,00   |
| Total                   | Total                    | 1 227 | 100,00 / 100,00 |
| Eleitorado/Participação | Eleitorado/Participação  | 2 109 | 58,18 / 100,00  |

#### Carreço
| Candidato               | Candidato                | Votos | %               |
| ----------------------- | ------------------------ | ----- | --------------- |
|                         | Marcelo Rebelo de Sousa  | 415   | 47,11 / 100,00  |
|                         | António Sampaio da Nóvoa | 244   | 27,70 / 100,00  |
|                         | Marisa Matias            | 104   | 11,80 / 100,00  |
|                         | Paulo de Morais          | 50    | 5,68 / 100,00   |
|                         | Vitorino Silva           | 23    | 2,61 / 100,00   |
|                         | Maria de Belém Roseira   | 22    | 2,50 / 100,00   |
|                         | Edgar Silva              | 14    | 1,59 / 100,00   |
|                         | Henrique Neto            | 4     | 0,45 / 100,00   |
|                         | Jorge Sequeira           | 4     | 0,45 / 100,00   |
|                         | Cândido Ferreira         | 1     | 0,11 / 100,00   |
| Votos Inválidos         | Votos Inválidos          | 19    | 2,12 / 100,00   |
| Total                   | Total                    | 900   | 100,00 / 100,00 |
| Eleitorado/Participação | Eleitorado/Participação  | 1 660 | 54,22 / 100,00  |

#### Castelo do Neiva
| Candidato               | Candidato                | Votos | %               |
| ----------------------- | ------------------------ | ----- | --------------- |
|                         | Marcelo Rebelo de Sousa  | 759   | 63,41 / 100,00  |
|                         | António Sampaio da Nóvoa | 187   | 15,62 / 100,00  |
|                         | Marisa Matias            | 114   | 9,52 / 100,00   |
|                         | Vitorino Silva           | 55    | 4,59 / 100,00   |
|                         | Maria de Belém Roseira   | 33    | 2,76 / 100,00   |
|                         | Paulo de Morais          | 23    | 1,92 / 100,00   |
|                         | Edgar Silva              | 13    | 1,09 / 100,00   |
|                         | Jorge Sequeira           | 5     | 0,42 / 100,00   |
|                         | Henrique Neto            | 4     | 0,42 / 100,00   |
|                         | Cândido Ferreira         | 4     | 0,33 / 100,00   |
| Votos Inválidos         | Votos Inválidos          | 20    | 1,65 / 100,00   |
| Total                   | Total                    | 1 217 | 100,00 / 100,00 |
| Eleitorado/Participação | Eleitorado/Participação  | 3 390 | 35,90 / 100,00  |

#### Chafé
| Candidato               | Candidato                | Votos | %               |
| ----------------------- | ------------------------ | ----- | --------------- |
|                         | Marcelo Rebelo de Sousa  | 601   | 53,47 / 100,00  |
|                         | António Sampaio da Nóvoa | 239   | 21,26 / 100,00  |
|                         | Marisa Matias            | 117   | 10,41 / 100,00  |
|                         | Vitorino Silva           | 52    | 4,63 / 100,00   |
|                         | Maria de Belém Roseira   | 42    | 3,74 / 100,00   |
|                         | Paulo de Morais          | 37    | 3,29 / 100,00   |
|                         | Edgar Silva              | 16    | 1,42 / 100,00   |
|                         | Cândido Ferreira         | 12    | 1,07 / 100,00   |
|                         | Henrique Neto            | 6     | 0,53 / 100,00   |
|                         | Jorge Sequeira           | 2     | 0,18 / 100,00   |
| Votos Inválidos         | Votos Inválidos          | 38    | 3,27 / 100,00   |
| Total                   | Total                    | 1 162 | 100,00 / 100,00 |
| Eleitorado/Participação | Eleitorado/Participação  | 3 172 | 36,63 / 100,00  |

#### Darque
| Candidato               | Candidato                | Votos | %               |
| ----------------------- | ------------------------ | ----- | --------------- |
|                         | Marcelo Rebelo de Sousa  | 1 309 | 44,86 / 100,00  |
|                         | António Sampaio da Nóvoa | 796   | 27,28 / 100,00  |
|                         | Marisa Matias            | 352   | 12,06 / 100,00  |
|                         | Edgar Silva              | 120   | 4,11 / 100,00   |
|                         | Paulo de Morais          | 116   | 3,98 / 100,00   |
|                         | Vitorino Silva           | 106   | 3,63 / 100,00   |
|                         | Maria de Belém Roseira   | 87    | 2,98 / 100,00   |
|                         | Henrique Neto            | 21    | 0,72 / 100,00   |
|                         | Cândido Ferreira         | 6     | 0,21 / 100,00   |
|                         | Jorge Sequeira           | 5     | 0,17 / 100,00   |
| Votos Inválidos         | Votos Inválidos          | 59    | 1,98 / 100,00   |
| Total                   | Total                    | 2 977 | 100,00 / 100,00 |
| Eleitorado/Participação | Eleitorado/Participação  | 7 367 | 40,41 / 100,00  |

#### Freixieiro de Soutelo
| Candidato               | Candidato                | Votos | %               |
| ----------------------- | ------------------------ | ----- | --------------- |
|                         | Marcelo Rebelo de Sousa  | 132   | 57,89 / 100,00  |
|                         | António Sampaio da Nóvoa | 47    | 20,61 / 100,00  |
|                         | Marisa Matias            | 25    | 10,96 / 100,00  |
|                         | Vitorino Silva           | 9     | 3,95 / 100,00   |
|                         | Maria de Belém Roseira   | 7     | 3,07 / 100,00   |
|                         | Henrique Neto            | 3     | 1,32 / 100,00   |
|                         | Edgar Silva              | 2     | 0,88 / 100,00   |
|                         | Paulo de Morais          | 1     | 0,44 / 100,00   |
|                         | Jorge Sequeira           | 1     | 0,44 / 100,00   |
|                         | Cândido Ferreira         | 1     | 0,44 / 100,00   |
| Votos Inválidos         | Votos Inválidos          | 3     | 1,30 / 100,00   |
| Total                   | Total                    | 231   | 100,00 / 100,00 |
| Eleitorado/Participação | Eleitorado/Participação  | 458   | 50,44 / 100,00  |

#### Geraz do Lima e Deão
| Candidato               | Candidato                | Votos | %               |
| ----------------------- | ------------------------ | ----- | --------------- |
|                         | Marcelo Rebelo de Sousa  | 1 143 | 68,12 / 100,00  |
|                         | António Sampaio da Nóvoa | 268   | 15,97 / 100,00  |
|                         | Marisa Matias            | 98    | 5,84 / 100,00   |
|                         | Vitorino Silva           | 75    | 4,47 / 100,00   |
|                         | Maria de Belém Roseira   | 40    | 2,38 / 100,00   |
|                         | Henrique Neto            | 18    | 1,07 / 100,00   |
|                         | Paulo de Morais          | 17    | 1,01 / 100,00   |
|                         | Edgar Silva              | 10    | 0,60 / 100,00   |
|                         | Jorge Sequeira           | 6     | 0,36 / 100,00   |
|                         | Cândido Ferreira         | 3     | 0,18 / 100,00   |
| Votos Inválidos         | Votos Inválidos          | 43    | 2,50 / 100,00   |
| Total                   | Total                    | 1 721 | 100,00 / 100,00 |
| Eleitorado/Participação | Eleitorado/Participação  | 3 600 | 47,81 / 100,00  |

#### Lanheses
| Candidato               | Candidato                | Votos | %               |
| ----------------------- | ------------------------ | ----- | --------------- |
|                         | Marcelo Rebelo de Sousa  | 525   | 64,34 / 100,00  |
|                         | António Sampaio da Nóvoa | 153   | 18,75 / 100,00  |
|                         | Marisa Matias            | 49    | 6,00 / 100,00   |
|                         | Vitorino Silva           | 26    | 3,19 / 100,00   |
|                         | Maria de Belém Roseira   | 24    | 2,94 / 100,00   |
|                         | Paulo de Morais          | 17    | 2,08 / 100,00   |
|                         | Henrique Neto            | 9     | 1,10 / 100,00   |
|                         | Edgar Silva              | 8     | 0,98 / 100,00   |
|                         | Jorge Sequeira           | 4     | 0,49 / 100,00   |
|                         | Cândido Ferreira         | 1     | 0,12 / 100,00   |
| Votos Inválidos         | Votos Inválidos          | 17    | 2,04 / 100,00   |
| Total                   | Total                    | 833   | 100,00 / 100,00 |
| Eleitorado/Participação | Eleitorado/Participação  | 1 674 | 49,76 / 100,00  |

#### Mazarefes e Vila Fria
| Candidato               | Candidato                | Votos | %               |
| ----------------------- | ------------------------ | ----- | --------------- |
|                         | Marcelo Rebelo de Sousa  | 694   | 52,46 / 100,00  |
|                         | António Sampaio da Nóvoa | 315   | 23,81 / 100,00  |
|                         | Marisa Matias            | 130   | 9,83 / 100,00   |
|                         | Vitorino Silva           | 60    | 4,54 / 100,00   |
|                         | Maria de Belém Roseira   | 51    | 3,85 / 100,00   |
|                         | Edgar Silva              | 28    | 2,12 / 100,00   |
|                         | Paulo de Morais          | 25    | 1,89 / 100,00   |
|                         | Henrique Neto            | 8     | 0,60 / 100,00   |
|                         | Jorge Sequeira           | 6     | 0,45 / 100,00   |
|                         | Cândido Ferreira         | 6     | 0,45 / 100,00   |
| Votos Inválidos         | Votos Inválidos          | 27    | 2,00 / 100,00   |
| Total                   | Total                    | 1 350 | 100,00 / 100,00 |
| Eleitorado/Participação | Eleitorado/Participação  | 2 768 | 48,77 / 100,00  |

#### Montaria
| Candidato               | Candidato                | Votos | %               |
| ----------------------- | ------------------------ | ----- | --------------- |
|                         | Marcelo Rebelo de Sousa  | 167   | 57,39 / 100,00  |
|                         | António Sampaio da Nóvoa | 56    | 19,24 / 100,00  |
|                         | Vitorino Silva           | 20    | 6,87 / 100,00   |
|                         | Marisa Matias            | 18    | 6,19 / 100,00   |
|                         | Maria de Belém Roseira   | 11    | 3,78 / 100,00   |
|                         | Edgar Silva              | 8     | 2,75 / 100,00   |
|                         | Henrique Neto            | 7     | 2,41 / 100,00   |
|                         | Paulo de Morais          | 2     | 0,69 / 100,00   |
|                         | Jorge Sequeira           | 1     | 0,34 / 100,00   |
|                         | Cândido Ferreira         | 1     | 0,34 / 100,00   |
| Votos Inválidos         | Votos Inválidos          | 13    | 4,27 / 100,00   |
| Total                   | Total                    | 304   | 100,00 / 100,00 |
| Eleitorado/Participação | Eleitorado/Participação  | 611   | 49,75 / 100,00  |

#### Mujães
| Candidato               | Candidato                | Votos | %               |
| ----------------------- | ------------------------ | ----- | --------------- |
|                         | Marcelo Rebelo de Sousa  | 406   | 57,34 / 100,00  |
|                         | António Sampaio da Nóvoa | 159   | 22,46 / 100,00  |
|                         | Marisa Matias            | 60    | 8,47 / 100,00   |
|                         | Maria de Belém Roseira   | 26    | 3,67 / 100,00   |
|                         | Vitorino Silva           | 23    | 3,25 / 100,00   |
|                         | Paulo de Morais          | 19    | 2,68 / 100,00   |
|                         | Henrique Neto            | 7     | 0,99 / 100,00   |
|                         | Edgar Silva              | 6     | 0,85 / 100,00   |
|                         | Jorge Sequeira           | 2     | 0,28 / 100,00   |
|                         | Cândido Ferreira         | 0     | 0,00 / 100,00   |
| Votos Inválidos         | Votos Inválidos          | 15    | 2,07 / 100,00   |
| Total                   | Total                    | 723   | 100,00 / 100,00 |
| Eleitorado/Participação | Eleitorado/Participação  | 1 549 | 46,68 / 100,00  |

#### Nogueira, Meixedo e Vilar de Murteda
| Candidato               | Candidato                | Votos | %               |
| ----------------------- | ------------------------ | ----- | --------------- |
|                         | Marcelo Rebelo de Sousa  | 545   | 65,43 / 100,00  |
|                         | António Sampaio da Nóvoa | 160   | 19,21 / 100,00  |
|                         | Marisa Matias            | 49    | 5,88 / 100,00   |
|                         | Vitorino Silva           | 27    | 3,24 / 100,00   |
|                         | Maria de Belém Roseira   | 19    | 2,28 / 100,00   |
|                         | Paulo de Morais          | 11    | 1,32 / 100,00   |
|                         | Edgar Silva              | 9     | 1,08 / 100,00   |
|                         | Henrique Neto            | 8     | 0,96 / 100,00   |
|                         | Jorge Sequeira           | 5     | 0,60 / 100,00   |
|                         | Cândido Ferreira         | 0     | 0,00 / 100,00   |
| Votos Inválidos         | Votos Inválidos          | 18    | 2,12 / 100,00   |
| Total                   | Total                    | 851   | 100,00 / 100,00 |
| Eleitorado/Participação | Eleitorado/Participação  | 1 555 | 54,73 / 100,00  |

#### Outeiro
| Candidato               | Candidato                | Votos | %               |
| ----------------------- | ------------------------ | ----- | --------------- |
|                         | Marcelo Rebelo de Sousa  | 395   | 58,35 / 100,00  |
|                         | António Sampaio da Nóvoa | 109   | 16,10 / 100,00  |
|                         | Marisa Matias            | 75    | 11,67 / 100,00  |
|                         | Vitorino Silva           | 34    | 5,02 / 100,00   |
|                         | Maria de Belém Roseira   | 26    | 3,84 / 100,00   |
|                         | Henrique Neto            | 14    | 2,07 / 100,00   |
|                         | Paulo de Morais          | 12    | 1,77 / 100,00   |
|                         | Edgar Silva              | 6     | 0,89 / 100,00   |
|                         | Jorge Sequeira           | 2     | 0,30 / 100,00   |
|                         | Cândido Ferreira         | 0     | 0,00 / 100,00   |
| Votos Inválidos         | Votos Inválidos          | 27    | 3,83 / 100,00   |
| Total                   | Total                    | 704   | 100,00 / 100,00 |
| Eleitorado/Participação | Eleitorado/Participação  | 1 228 | 57,33 / 100,00  |

#### Perre
| Candidato               | Candidato                | Votos | %               |
| ----------------------- | ------------------------ | ----- | --------------- |
|                         | Marcelo Rebelo de Sousa  | 727   | 45,75 / 100,00  |
|                         | António Sampaio da Nóvoa | 394   | 24,80 / 100,00  |
|                         | Marisa Matias            | 214   | 13,47 / 100,00  |
|                         | Vitorino Silva           | 87    | 5,48 / 100,00   |
|                         | Paulo de Morais          | 64    | 4,03 / 100,00   |
|                         | Edgar Silva              | 43    | 2,71 / 100,00   |
|                         | Maria de Belém Roseira   | 42    | 2,64 / 100,00   |
|                         | Henrique Neto            | 14    | 0,88 / 100,00   |
|                         | Jorge Sequeira           | 2     | 0,13 / 100,00   |
|                         | Cândido Ferreira         | 2     | 0,13 / 100,00   |
| Votos Inválidos         | Votos Inválidos          | 52    | 3,17 / 100,00   |
| Total                   | Total                    | 1 641 | 100,00 / 100,00 |
| Eleitorado/Participação | Eleitorado/Participação  | 2 713 | 60,49 / 100,00  |

#### Santa Maria Maior e Monserrate e Meadela (Viana do Castelo)
| Candidato               | Candidato                | Votos  | %               |
| ----------------------- | ------------------------ | ------ | --------------- |
|                         | Marcelo Rebelo de Sousa  | 4 989  | 41,16 / 100,00  |
|                         | António Sampaio da Nóvoa | 3 934  | 32,69 / 100,00  |
|                         | Marisa Matias            | 1 231  | 10,23 / 100,00  |
|                         | Paulo de Morais          | 679    | 5,64 / 100,00   |
|                         | Edgar Silva              | 417    | 3,47 / 100,00   |
|                         | Vitorino Silva           | 332    | 2,76 / 100,00   |
|                         | Maria de Belém Roseira   | 308    | 2,56 / 100,00   |
|                         | Henrique Neto            | 80     | 0,66 / 100,00   |
|                         | Jorge Sequeira           | 52     | 0,43 / 100,00   |
|                         | Cândido Ferreira         | 11     | 0,09 / 100,00   |
| Votos Inválidos         | Votos Inválidos          | 237    | 2,93 / 100,00   |
| Total                   | Total                    | 12 270 | 100,00 / 100,00 |
| Eleitorado/Participação | Eleitorado/Participação  | 23 368 | 52,51 / 100,00  |

#### Santa Marta de Portuzelo
| Candidato               | Candidato                | Votos | %               |
| ----------------------- | ------------------------ | ----- | --------------- |
|                         | Marcelo Rebelo de Sousa  | 907   | 49,27 / 100,00  |
|                         | António Sampaio da Nóvoa | 509   | 27,65 / 100,00  |
|                         | Marisa Matias            | 164   | 8,91 / 100,00   |
|                         | Maria de Belém Roseira   | 70    | 3,80 / 100,00   |
|                         | Vitorino Silva           | 65    | 3,53 / 100,00   |
|                         | Paulo de Morais          | 58    | 3,15 / 100,00   |
|                         | Edgar Silva              | 43    | 2,34 / 100,00   |
|                         | Henrique Neto            | 18    | 0,98 / 100,00   |
|                         | Jorge Sequeira           | 6     | 0,33 / 100,00   |
|                         | Cândido Ferreira         | 1     | 0,05 / 100,00   |
| Votos Inválidos         | Votos Inválidos          | 36    | 1,92 / 100,00   |
| Total                   | Total                    | 1 877 | 100,00 / 100,00 |
| Eleitorado/Participação | Eleitorado/Participação  | 3 623 | 51,81 / 100,00  |

#### São Romão de Neiva
| Candidato               | Candidato                | Votos | %               |
| ----------------------- | ------------------------ | ----- | --------------- |
|                         | Marcelo Rebelo de Sousa  | 298   | 53,12 / 100,00  |
|                         | António Sampaio da Nóvoa | 140   | 24,96 / 100,00  |
|                         | Marisa Matias            | 61    | 10,87 / 100,00  |
|                         | Vitorino Silva           | 29    | 5,17 / 100,00   |
|                         | Paulo de Morais          | 13    | 2,32 / 100,00   |
|                         | Maria de Belém Roseira   | 12    | 2,14 / 100,00   |
|                         | Henrique Neto            | 3     | 0,53 / 100,00   |
|                         | Edgar Silva              | 2     | 0,36 / 100,00   |
|                         | Cândido Ferreira         | 2     | 0,36 / 100,00   |
|                         | Jorge Sequeira           | 1     | 0,18 / 100,00   |
| Votos Inválidos         | Votos Inválidos          | 12    | 2,10 / 100,00   |
| Total                   | Total                    | 573   | 100,00 / 100,00 |
| Eleitorado/Participação | Eleitorado/Participação  | 1 291 | 44,38 / 100,00  |

#### Subportela, Deocriste e Portela Susã
| Candidato               | Candidato                | Votos | %               |
| ----------------------- | ------------------------ | ----- | --------------- |
|                         | Marcelo Rebelo de Sousa  | 751   | 61,66 / 100,00  |
|                         | António Sampaio da Nóvoa | 240   | 19,70 / 100,00  |
|                         | Marisa Matias            | 86    | 7,06 / 100,00   |
|                         | Vitorino Silva           | 61    | 5,01 / 100,00   |
|                         | Maria de Belém Roseira   | 36    | 2,96 / 100,00   |
|                         | Paulo de Morais          | 23    | 1,89 / 100,00   |
|                         | Henrique Neto            | 9     | 0,74 / 100,00   |
|                         | Edgar Silva              | 6     | 0,49 / 100,00   |
|                         | Jorge Sequeira           | 5     | 0,41 / 100,00   |
|                         | Cândido Ferreira         | 1     | 0,08 / 100,00   |
| Votos Inválidos         | Votos Inválidos          | 36    | 2,87 / 100,00   |
| Total                   | Total                    | 1 254 | 100,00 / 100,00 |
| Eleitorado/Participação | Eleitorado/Participação  | 2 492 | 50,32 / 100,00  |

#### Torre e Vila Mou
| Candidato               | Candidato                | Votos | %               |
| ----------------------- | ------------------------ | ----- | --------------- |
|                         | Marcelo Rebelo de Sousa  | 431   | 67,66 / 100,00  |
|                         | António Sampaio da Nóvoa | 97    | 15,23 / 100,00  |
|                         | Marisa Matias            | 42    | 6,59 / 100,00   |
|                         | Vitorino Silva           | 24    | 3,77 / 100,00   |
|                         | Maria de Belém Roseira   | 16    | 2,51 / 100,00   |
|                         | Paulo de Morais          | 16    | 2,51 / 100,00   |
|                         | Henrique Neto            | 6     | 0,94 / 100,00   |
|                         | Edgar Silva              | 2     | 0,31 / 100,00   |
|                         | Cândido Ferreira         | 2     | 0,31 / 100,00   |
|                         | Jorge Sequeira           | 1     | 0,16 / 100,00   |
| Votos Inválidos         | Votos Inválidos          | 4     | 0,62 / 100,00   |
| Total                   | Total                    | 641   | 100,00 / 100,00 |
| Eleitorado/Participação | Eleitorado/Participação  | 1 266 | 50,63 / 100,00  |

#### Vila de Punhe
| Candidato               | Candidato                | Votos | %               |
| ----------------------- | ------------------------ | ----- | --------------- |
|                         | Marcelo Rebelo de Sousa  | 570   | 53,27 / 100,00  |
|                         | António Sampaio da Nóvoa | 266   | 24,86 / 100,00  |
|                         | Marisa Matias            | 94    | 8,79 / 100,00   |
|                         | Maria de Belém Roseira   | 60    | 5,61 / 100,00   |
|                         | Vitorino Silva           | 36    | 3,36 / 100,00   |
|                         | Paulo de Morais          | 21    | 1,96 / 100,00   |
|                         | Edgar Silva              | 11    | 1,03 / 100,00   |
|                         | Henrique Neto            | 8     | 0,75 / 100,00   |
|                         | Jorge Sequeira           | 2     | 0,19 / 100,00   |
|                         | Cândido Ferreira         | 2     | 0,19 / 100,00   |
| Votos Inválidos         | Votos Inválidos          | 34    | 3,08 / 100,00   |
| Total                   | Total                    | 1 104 | 100,00 / 100,00 |
| Eleitorado/Participação | Eleitorado/Participação  | 2 368 | 46,62 / 100,00  |

#### Vila Franca
| Candidato               | Candidato                | Votos | %               |
| ----------------------- | ------------------------ | ----- | --------------- |
|                         | Marcelo Rebelo de Sousa  | 482   | 55,66 / 100,00  |
|                         | António Sampaio da Nóvoa | 173   | 19,98 / 100,00  |
|                         | Marisa Matias            | 73    | 8,43 / 100,00   |
|                         | Maria de Belém Roseira   | 41    | 4,73 / 100,00   |
|                         | Vitorino Silva           | 36    | 4,16 / 100,00   |
|                         | Edgar Silva              | 22    | 2,54 / 100,00   |
|                         | Henrique Neto            | 17    | 1,96 / 100,00   |
|                         | Paulo de Morais          | 15    | 1,73 / 100,00   |
|                         | Cândido Ferreira         | 4     | 0,46 / 100,00   |
|                         | Jorge Sequeira           | 3     | 0,35 / 100,00   |
| Votos Inválidos         | Votos Inválidos          | 15    | 1,70 / 100,00   |
| Total                   | Total                    | 881   | 100,00 / 100,00 |
| Eleitorado/Participação | Eleitorado/Participação  | 1 757 | 50,14 / 100,00  |